# Zvonek broskvolistý
Zvonek broskvolistý (Campanula persicifolia) je vytrvalá bylina z čeledi zvonkovitých (Campanulaceae).

## Popis
Zvonek broskvolistý je zcela mrazuvzdorná, vytrvalá, vzpřímená, řídce listnatá bylina s šikmým, válcovitým a plazivým oddenkem. Lodyha obsahující latex je pevná, přímá, vysoká, rýhovaná a je pokryta úzkými, podlouhlými listy, které jsou podobné listům broskvoňovým. Odtud zvonek broskvolistý získal své druhové jméno. Lodyhy vyrůstají z růžice a nesou různě tvarované a od stonku vykloněné zvonky. Přízemní listy, které jsou ztenčené v řapík, jsou jasně zelené, na rubu bělavé a v době květu zaschlé. Kromě toho jsou úzké, tuhé a lesklé. Čepel listů je obvejčitá až obkopinatá.
Lodyžní listy jsou přisedlé, čárkovité až čárkovitě kopinaté. Mohou být také špičaté, celokrajné nebo drobně pilovité. Dosahují délky od 7 do 12 cm. Všechny listy jsou řídce vroubkované a zvednuté.
Zvonek broskvolistý má 3–9 květů v jednostranném koncovém hroznu. Květy jsou vždy jednotlivé, veliké 3,5–4 cm a úhledné. Kromě toho mají krátké stopky. Zespodu květních stopek se nacházejí 2 listeny. Z pěti cípů je složen kalich květů. Lysá, nebo porostlá tuhými chlupy je kališní rourka.
Modrá, bledě modrá, modrofialová, někdy i bílá zvonkovitá koruna je dlouhá 25–40 mm a do 1/4–1/3 je členěna v široké koncové cípy. Cípů bývá většinou 6 a dosahují délky 8 mm. Jsou kratší než polovina výšky koruny, kromě toho jsou špičaté, podlouhlé až čárkovité a široké 2–4 mm. Zprvu odstávají, poté jsou vzpřímené.
Součástí je pět tyčinek a také spodní semeník, který je složený ze tří plodolistů. Semeník se mění v 9–16 mm dlouhou tobolku, která je plodem zvonku broskvolistého. Tobolka se otevírá třemi otvory a obsahuje semena, která jsou leskle hnědá a podlouhlá 0,6 mm.
Zvonek broskvolistý dorůstá do výšky od 50 do 120 cm a kvete od konce června do srpna.

## Stanoviště
Optimálním stanovištěm pro tuto bylinu jsou teplomilné a světlé lesy, jako jsou šípákové a acidofilní doubravy, dubohabřiny, vápnomilné bučiny a suťové lesy. Hojně je zvonek broskvolistý rozšířen také v křovinatých suchých trávnících a lesních lemech. Roste na půdách, které jsou mírně zásobené živinami, nebo na půdách s příznivějšími formami humusu. Vyhledává půdy, které jsou čerstvě vlhké, ale ne trvale zamokřené, vápnité, slabě kyselé až zásadité. Upřednostňuje polostinná stanoviště.

## Rozšíření
Kromě České republiky, kde roztroušeně roste od nížiny do subalpínského pásma v termofytiku a v mezofytiku, vzácně též ve vyšších polohách od pahorkatin až po horský stupeň, jej v Evropě můžeme najít v oblasti od severovýchodního Španělska až po střední Rusko, daří se mu ale i na severu. Typicky ho můžeme pozorovat ve Švédsku, Dánsku a Finsku. Celkové rozšíření zvonku broskvolistého je kontinentální. Nejedná se o ohrožený druh.

## Využití
Zvonek broskvolistý se uplatňuje ve výsadbách a to buď skupinových, nebo solitérních. Lze jej také využít pro řez do váz. Kromě toho slouží jako okrasa v moderní zahradě, kdy zejména zvonek bílý Campanula persicifolia var. alba se hodí do pozadí záhonů a také pro zvýraznění linií cest. Obecně dobře vyniknou ve skupině šalvějí, máků, chrp, nebo divizen.
Zvonek broskvolistý je využíván i v heraldice.

## Pěstování a odrůdy
Výsev probíhá od prosince do dubna ve skleníku, nebo v pařeništi při teplotě 18 °C, výsadba poté od května do července. Zvonek broskvolistý vykvétá škálou odstínů modré či bílé barvy, ovšem vytváří také nádhernou směs barev, jelikož se potomstvo rostlin množí samovýsevem. Za zmínku stojí odrůda 'Telham Beauty' se světle modrými květy, nebo 'Chettle Charms' bílými květy a s fialově modrými okraji.

## Galerie

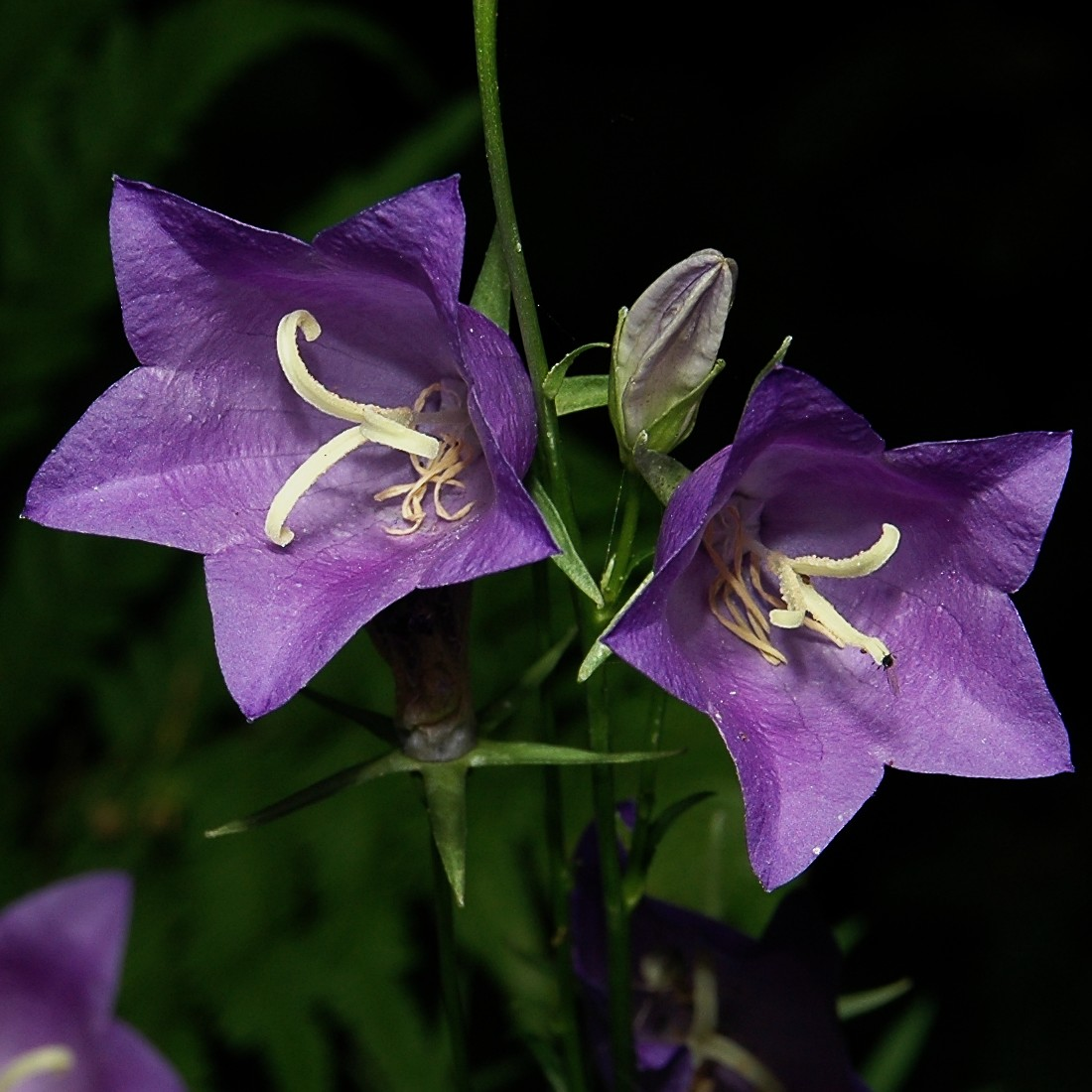
Fialová varianta
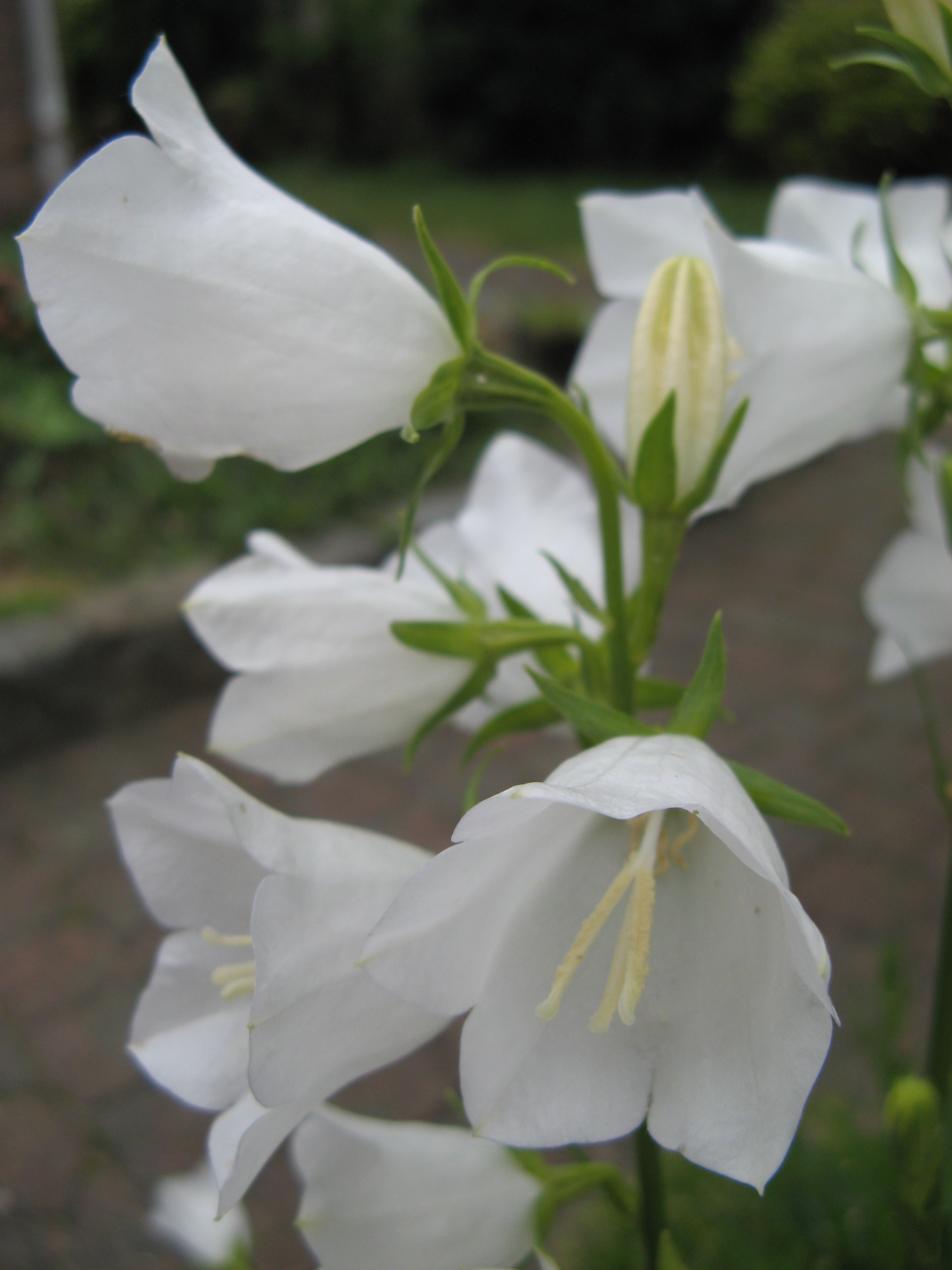
Bílá varianta
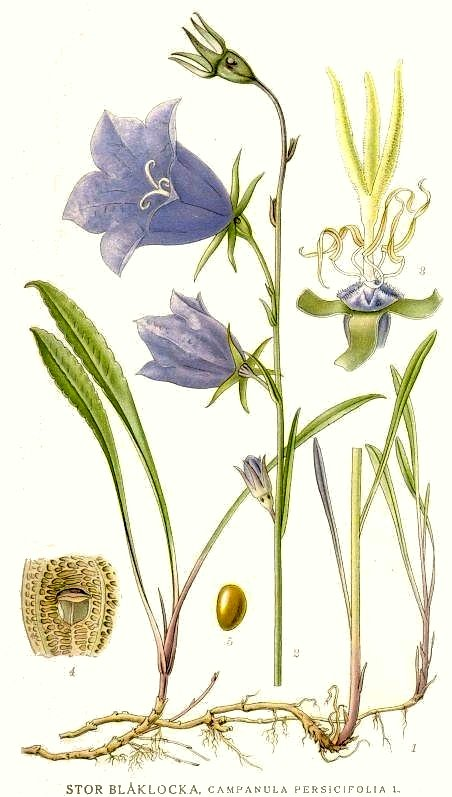
Zvonek broskvolistý